# Tour de Eslovenia 2022
La 28.ª edición del Tour de Eslovenia fue una carrera de ciclismo en ruta por etapas que se celebró entre el 15 y el 19 de junio de 2022 en Eslovenia, con inicio en la ciudad de Nova Gorica y final en la ciudad de Novo Mesto sobre un recorrido de 791,6 km.
La prueba hizo parte del UCI ProSeries 2022, dentro de la categoría 2.Pro, y fue ganada por el esloveno Tadej Pogačar del UAE Emirates. Completaron el podio, como segundo y tercer clasificado respectivamente, el polaco Rafał Majka del mismo equipo y el también esloveno Domen Novak del Bahrain Victorious.

## Equipos participantes
Tomaron parte en la carrera 21 equipos de los cuales 4 son de categoría UCI WorldTeam, 7 de categoría UCI ProTeam, 9 de categoría Continental y la selección nacional de Eslovenia, quienes formaron un pelotón de 144 ciclistas de los que terminaron 124. Los equipos participantes fueron:
| WorldTeams (4)- Astana Qazaqstan Team - Bahrain Victorious - BikeExchange-Jayco - UAE Team Emirates ProTeams (7)- Alpecin-Fenix - Bardiani-CSF-Faizanè - Caja Rural-Seguros RGA - Drone Hopper-Androni Giocattoli - Eolo-Kometa - Euskaltel-Euskadi - Equipo Kern Pharma Equipos continentales (9)- Adria Mobil - China Glory Continental Cycling Team - Dukla Banská Bystrica - Felbermayr Simplon Wels - Global 6 Cycling - HRE Mazowsze Serce Polski - Ljubljana Gusto Santic - MG.K Vis Colors For Peace VPM - Cycling Team Kranj Equipo nacional- Eslovenia |
| |

## Etapas
| Etapa     | Fecha     | Recorrido              | type                   | Distancia (km) | Desnivel (m) | Ganador           | Líder         |
| --------- | --------- | ---------------------- | ---------------------- | -------------- | ------------ | ----------------- | ------------- |
| 1.ª etapa | 15 de jun | Nova Gorica – Postojna | etapa de media montaña | 164,7          | 3060 m       | Rafał Majka       | Rafał Majka   |
| 2.ª etapa | 16 de jun | Ptuj – Rogaška Slatina | etapa llana            | 174,2          | 1998 m       | Dylan Groenewegen | Rafał Majka   |
| 3.ª etapa | 17 de jun | Žalec – Celje          | etapa escarpada        | 144,6          | 2104 m       | Tadej Pogačar     | Tadej Pogačar |
| 4.ª etapa | 18 de jun | Laško – Velika Planina | etapa de montaña       | 152,4          | 2861 m       | Rafał Majka       | Tadej Pogačar |
| 5.ª etapa | 19 de jun | Vrhnika – Novo Mesto   | etapa llana            | 155,7          | 1437 m       | Tadej Pogačar     | Tadej Pogačar |

## Desarrollo de la carrera

### 1.ª etapa
| Nova Gorica - Postojna | etapa de media montaña | (164,7 km) |

| \| Clasificación de la etapa \| Clasificación de la etapa \| Clasificación de la etapa \| Clasificación de la etapa \| Clasificación de la etapa \| \| Ciclista \| Ciclista \| Equipo \| Tiempo \| \| \| ------------------------- \| ------------------------- \| ------------------------- \| ------------------------- \| ------------------------- \| \| 1.º \| Rafał Majka \| UAE Team Emirates \| 4 h 02 min 10 s \| \| \| 2.º \| Domen Novak \| Bahrain Victorious \| + 2 s \| \| \| 3.º \| Tadej Pogačar \| UAE Team Emirates \| + 2 s \| \| \| 4.º \| Vincenzo Albanese \| Eolo-Kometa \| + 48 s \| \| \| 5.º \| Luka Mezgec \| BikeExchange-Jayco \| + 48 s \| \| \| 6.º \| Nicola Conci \| Alpecin-Fenix \| + 48 s \| \| \| 7.º \| Matej Mohorič \| Bahrain Victorious \| + 48 s \| \| \| 8.º \| Fernando Barceló \| Caja Rural-Seguros RGA \| + 48 s \| \| \| 9.º \| Davide Gabburo \| Bardiani CSF Faizanè \| + 48 s \| \| \| 10.º \| Fabio Felline \| Astana Qazaqstan Team \| + 48 s \| \| |                   |                        |                 |
| |                   |                        |                 |
| Fuente: ProCyclingStats |                   |                        |                 |
| Clasificación de la etapa |                   |                        |                 |
| Ciclista | Ciclista          | Equipo                 | Tiempo          |
| 1.º | Rafał Majka       | UAE Team Emirates      | 4 h 02 min 10 s |
| 2.º | Domen Novak       | Bahrain Victorious     | + 2 s           |
| 3.º | Tadej Pogačar     | UAE Team Emirates      | + 2 s           |
| 4.º | Vincenzo Albanese | Eolo-Kometa            | + 48 s          |
| 5.º | Luka Mezgec       | BikeExchange-Jayco     | + 48 s          |
| 6.º | Nicola Conci      | Alpecin-Fenix          | + 48 s          |
| 7.º | Matej Mohorič     | Bahrain Victorious     | + 48 s          |
| 8.º | Fernando Barceló  | Caja Rural-Seguros RGA | + 48 s          |
| 9.º | Davide Gabburo    | Bardiani CSF Faizanè   | + 48 s          |
| 10.º | Fabio Felline     | Astana Qazaqstan Team  | + 48 s          |

| \| Clasificación general \| Clasificación general \| Clasificación general \| Clasificación general \| Clasificación general \| \| Ciclista \| Ciclista \| Equipo \| Tiempo \| \| \| --------------------- \| --------------------- \| ---------------------- \| --------------------- \| --------------------- \| \| 1.º \| Rafał Majka \| UAE Team Emirates \| 4 h 02 min 00 s \| \| \| 2.º \| Domen Novak \| Bahrain Victorious \| + 6 s \| \| \| 3.º \| Tadej Pogačar \| UAE Team Emirates \| + 8 s \| \| \| 4.º \| Vincenzo Albanese \| Eolo-Kometa \| + 58 s \| \| \| 5.º \| Luka Mezgec \| BikeExchange-Jayco \| + 58 s \| \| \| 6.º \| Nicola Conci \| Alpecin-Fenix \| + 58 s \| \| \| 7.º \| Matej Mohorič \| Bahrain Victorious \| + 58 s \| \| \| 8.º \| Fernando Barceló \| Caja Rural-Seguros RGA \| + 58 s \| \| \| 9.º \| Davide Gabburo \| Bardiani CSF Faizanè \| + 58 s \| \| \| 10.º \| Fabio Felline \| Astana Qazaqstan Team \| + 58 s \| \| |                   |                        |                 |
| |                   |                        |                 |
| Fuente: ProCyclingStats |                   |                        |                 |
| Clasificación general |                   |                        |                 |
| Ciclista | Ciclista          | Equipo                 | Tiempo          |
| 1.º | Rafał Majka       | UAE Team Emirates      | 4 h 02 min 00 s |
| 2.º | Domen Novak       | Bahrain Victorious     | + 6 s           |
| 3.º | Tadej Pogačar     | UAE Team Emirates      | + 8 s           |
| 4.º | Vincenzo Albanese | Eolo-Kometa            | + 58 s          |
| 5.º | Luka Mezgec       | BikeExchange-Jayco     | + 58 s          |
| 6.º | Nicola Conci      | Alpecin-Fenix          | + 58 s          |
| 7.º | Matej Mohorič     | Bahrain Victorious     | + 58 s          |
| 8.º | Fernando Barceló  | Caja Rural-Seguros RGA | + 58 s          |
| 9.º | Davide Gabburo    | Bardiani CSF Faizanè   | + 58 s          |
| 10.º | Fabio Felline     | Astana Qazaqstan Team  | + 58 s          |

### 2.ª etapa
| Ptuj - Rogaška Slatina | etapa llana | (174,2 km) |

| \| Clasificación de la etapa \| Clasificación de la etapa \| Clasificación de la etapa \| Clasificación de la etapa \| Clasificación de la etapa \| \| Ciclista \| Ciclista \| Equipo \| Tiempo \| \| \| ------------------------- \| ------------------------- \| ------------------------------- \| ------------------------- \| ------------------------- \| \| 1.º \| Dylan Groenewegen \| BikeExchange-Jayco \| 4 h 12 min 51 s \| \| \| 2.º \| Lionel Taminiaux \| Alpecin-Fenix \| + 0 s \| \| \| 3.º \| Pascal Ackermann \| UAE Team Emirates \| + 0 s \| \| \| 4.º \| Filippo Fiorelli \| Bardiani CSF Faizanè \| + 0 s \| \| \| 5.º \| Luca Colnaghi \| Bardiani CSF Faizanè \| + 0 s \| \| \| 6.º \| Fabio Felline \| Astana Qazaqstan Team \| + 0 s \| \| \| 7.º \| Vincenzo Albanese \| Eolo-Kometa \| + 0 s \| \| \| 8.º \| Michele Gazzoli \| Astana Qazaqstan Team \| + 0 s \| \| \| 9.º \| Matevž Govekar \| Bahrain Victorious \| + 0 s \| \| \| 10.º \| Mattia Bais \| Drone Hopper-Androni Giocattoli \| + 0 s \| \| |                   |                                 |                 |
| |                   |                                 |                 |
| Fuente: ProCyclingStats |                   |                                 |                 |
| Clasificación de la etapa |                   |                                 |                 |
| Ciclista | Ciclista          | Equipo                          | Tiempo          |
| 1.º | Dylan Groenewegen | BikeExchange-Jayco              | 4 h 12 min 51 s |
| 2.º | Lionel Taminiaux  | Alpecin-Fenix                   | + 0 s           |
| 3.º | Pascal Ackermann  | UAE Team Emirates               | + 0 s           |
| 4.º | Filippo Fiorelli  | Bardiani CSF Faizanè            | + 0 s           |
| 5.º | Luca Colnaghi     | Bardiani CSF Faizanè            | + 0 s           |
| 6.º | Fabio Felline     | Astana Qazaqstan Team           | + 0 s           |
| 7.º | Vincenzo Albanese | Eolo-Kometa                     | + 0 s           |
| 8.º | Michele Gazzoli   | Astana Qazaqstan Team           | + 0 s           |
| 9.º | Matevž Govekar    | Bahrain Victorious              | + 0 s           |
| 10.º | Mattia Bais       | Drone Hopper-Androni Giocattoli | + 0 s           |

| \| Clasificación general \| Clasificación general \| Clasificación general \| Clasificación general \| Clasificación general \| \| Ciclista \| Ciclista \| Equipo \| Tiempo \| \| \| --------------------- \| --------------------- \| ----------------------------- \| --------------------- \| --------------------- \| \| 1.º \| Rafał Majka \| UAE Team Emirates \| 8 h 14 min 51 s \| \| \| 2.º \| Domen Novak \| Bahrain Victorious \| + 6 s \| \| \| 3.º \| Tadej Pogačar \| UAE Team Emirates \| + 8 s \| \| \| 4.º \| Vojtěch Řepa \| Equipo Kern Pharma \| + 55 s \| \| \| 5.º \| Luka Mezgec \| BikeExchange-Jayco \| + 58 s \| \| \| 6.º \| Nicola Conci \| Alpecin-Fenix \| + 58 s \| \| \| 7.º \| Matej Mohorič \| Bahrain Victorious \| + 58 s \| \| \| 8.º \| Lucas Hamilton \| BikeExchange-Jayco \| + 58 s \| \| \| 9.º \| Davide Gabburo \| Bardiani CSF Faizanè \| + 58 s \| \| \| 10.º \| Paul Double \| MG.K Vis Colors For Peace VPM \| + 58 s \| \| |                |                               |                 |
| |                |                               |                 |
| Fuente: ProCyclingStats |                |                               |                 |
| Clasificación general |                |                               |                 |
| Ciclista | Ciclista       | Equipo                        | Tiempo          |
| 1.º | Rafał Majka    | UAE Team Emirates             | 8 h 14 min 51 s |
| 2.º | Domen Novak    | Bahrain Victorious            | + 6 s           |
| 3.º | Tadej Pogačar  | UAE Team Emirates             | + 8 s           |
| 4.º | Vojtěch Řepa   | Equipo Kern Pharma            | + 55 s          |
| 5.º | Luka Mezgec    | BikeExchange-Jayco            | + 58 s          |
| 6.º | Nicola Conci   | Alpecin-Fenix                 | + 58 s          |
| 7.º | Matej Mohorič  | Bahrain Victorious            | + 58 s          |
| 8.º | Lucas Hamilton | BikeExchange-Jayco            | + 58 s          |
| 9.º | Davide Gabburo | Bardiani CSF Faizanè          | + 58 s          |
| 10.º | Paul Double    | MG.K Vis Colors For Peace VPM | + 58 s          |

### 3.ª etapa
| Žalec - Celje | etapa escarpada | (144,6 km) |

| \| Clasificación de la etapa \| Clasificación de la etapa \| Clasificación de la etapa \| Clasificación de la etapa \| Clasificación de la etapa \| \| Ciclista \| Ciclista \| Equipo \| Tiempo \| \| \| ------------------------- \| ------------------------- \| ------------------------------- \| ------------------------- \| ------------------------- \| \| 1.º \| Tadej Pogačar \| UAE Team Emirates \| 3 h 27 min 09 s \| \| \| 2.º \| Rafał Majka \| UAE Team Emirates \| + 11 s \| \| \| 3.º \| Nicola Conci \| Alpecin-Fenix Development Team \| + 14 s \| \| \| 4.º \| Luka Mezgec \| BikeExchange-Jayco \| + 36 s \| \| \| 5.º \| Vincenzo Albanese \| Eolo-Kometa \| + 36 s \| \| \| 6.º \| Matej Mohorič \| Bahrain Victorious \| + 36 s \| \| \| 7.º \| Davide Gabburo \| Bardiani CSF Faizanè \| + 37 s \| \| \| 8.º \| Fernando Barceló \| Caja Rural-Seguros RGA \| + 37 s \| \| \| 9.º \| Luca Chirico \| Drone Hopper-Androni Giocattoli \| + 41 s \| \| \| 10.º \| Joel Nicolau \| Caja Rural-Seguros RGA \| + 43 s \| \| |                   |                                 |                 |
| |                   |                                 |                 |
| Fuente: ProCyclingStats |                   |                                 |                 |
| Clasificación de la etapa |                   |                                 |                 |
| Ciclista | Ciclista          | Equipo                          | Tiempo          |
| 1.º | Tadej Pogačar     | UAE Team Emirates               | 3 h 27 min 09 s |
| 2.º | Rafał Majka       | UAE Team Emirates               | + 11 s          |
| 3.º | Nicola Conci      | Alpecin-Fenix Development Team  | + 14 s          |
| 4.º | Luka Mezgec       | BikeExchange-Jayco              | + 36 s          |
| 5.º | Vincenzo Albanese | Eolo-Kometa                     | + 36 s          |
| 6.º | Matej Mohorič     | Bahrain Victorious              | + 36 s          |
| 7.º | Davide Gabburo    | Bardiani CSF Faizanè            | + 37 s          |
| 8.º | Fernando Barceló  | Caja Rural-Seguros RGA          | + 37 s          |
| 9.º | Luca Chirico      | Drone Hopper-Androni Giocattoli | + 41 s          |
| 10.º | Joel Nicolau      | Caja Rural-Seguros RGA          | + 43 s          |

| \| Clasificación general \| Clasificación general \| Clasificación general \| Clasificación general \| Clasificación general \| \| Ciclista \| Ciclista \| Equipo \| Tiempo \| \| \| --------------------- \| --------------------- \| ------------------------------ \| --------------------- \| --------------------- \| \| 1.º \| Tadej Pogačar \| UAE Team Emirates \| 11 h 41 min 58 s \| \| \| 2.º \| Rafał Majka \| UAE Team Emirates \| + 7 s \| \| \| 3.º \| Domen Novak \| Bahrain Victorious \| + 55 s \| \| \| 4.º \| Nicola Conci \| Alpecin-Fenix Development Team \| + 1 min 10 s \| \| \| 5.º \| Vincenzo Albanese \| Eolo-Kometa \| + 1 min 36 s \| \| \| 6.º \| Luka Mezgec \| BikeExchange-Jayco \| + 1 min 36 s \| \| \| 7.º \| Matej Mohorič \| Bahrain Victorious \| + 1 min 36 s \| \| \| 8.º \| Davide Gabburo \| Bardiani CSF Faizanè \| + 1 min 37 s \| \| \| 9.º \| Joel Nicolau \| Caja Rural-Seguros RGA \| + 1 min 43 s \| \| \| 10.º \| Vojtěch Řepa \| Equipo Kern Pharma \| + 1 min 43 s \| \| |                   |                                |                  |
| |                   |                                |                  |
| Fuente: ProCyclingStats |                   |                                |                  |
| Clasificación general |                   |                                |                  |
| Ciclista | Ciclista          | Equipo                         | Tiempo           |
| 1.º | Tadej Pogačar     | UAE Team Emirates              | 11 h 41 min 58 s |
| 2.º | Rafał Majka       | UAE Team Emirates              | + 7 s            |
| 3.º | Domen Novak       | Bahrain Victorious             | + 55 s           |
| 4.º | Nicola Conci      | Alpecin-Fenix Development Team | + 1 min 10 s     |
| 5.º | Vincenzo Albanese | Eolo-Kometa                    | + 1 min 36 s     |
| 6.º | Luka Mezgec       | BikeExchange-Jayco             | + 1 min 36 s     |
| 7.º | Matej Mohorič     | Bahrain Victorious             | + 1 min 36 s     |
| 8.º | Davide Gabburo    | Bardiani CSF Faizanè           | + 1 min 37 s     |
| 9.º | Joel Nicolau      | Caja Rural-Seguros RGA         | + 1 min 43 s     |
| 10.º | Vojtěch Řepa      | Equipo Kern Pharma             | + 1 min 43 s     |

### 4.ª etapa
| Laško - Velika Planina | etapa de montaña | (152,4 km) |

| \| Clasificación de la etapa \| Clasificación de la etapa \| Clasificación de la etapa \| Clasificación de la etapa \| Clasificación de la etapa \| \| Ciclista \| Ciclista \| Equipo \| Tiempo \| \| \| ------------------------- \| ------------------------- \| ------------------------------------ \| ------------------------- \| ------------------------- \| \| 1.º \| Rafał Majka \| UAE Team Emirates \| 3 h 53 min 52 s \| \| \| 2.º \| Tadej Pogačar \| UAE Team Emirates \| + 0 s \| \| \| 3.º \| Fernando Barceló \| Caja Rural-Seguros RGA \| + 22 s \| \| \| 4.º \| Alex Tolio \| Bardiani CSF Faizanè \| + 24 s \| \| \| 5.º \| Vincenzo Albanese \| Eolo-Kometa \| + 24 s \| \| \| 6.º \| Vojtěch Řepa \| Equipo Kern Pharma \| + 28 s \| \| \| 7.º \| Sean Bennett \| China Glory Continental Cycling Team \| + 33 s \| \| \| 8.º \| Edward Ravasi \| Eolo-Kometa \| + 43 s \| \| \| 9.º \| Robert Stannard \| Alpecin-Fenix \| + 52 s \| \| \| 10.º \| Jon Agirre \| Equipo Kern Pharma \| + 55 s \| \| |                   |                                      |                 |
| |                   |                                      |                 |
| Fuente: ProCyclingStats |                   |                                      |                 |
| Clasificación de la etapa |                   |                                      |                 |
| Ciclista | Ciclista          | Equipo                               | Tiempo          |
| 1.º | Rafał Majka       | UAE Team Emirates                    | 3 h 53 min 52 s |
| 2.º | Tadej Pogačar     | UAE Team Emirates                    | + 0 s           |
| 3.º | Fernando Barceló  | Caja Rural-Seguros RGA               | + 22 s          |
| 4.º | Alex Tolio        | Bardiani CSF Faizanè                 | + 24 s          |
| 5.º | Vincenzo Albanese | Eolo-Kometa                          | + 24 s          |
| 6.º | Vojtěch Řepa      | Equipo Kern Pharma                   | + 28 s          |
| 7.º | Sean Bennett      | China Glory Continental Cycling Team | + 33 s          |
| 8.º | Edward Ravasi     | Eolo-Kometa                          | + 43 s          |
| 9.º | Robert Stannard   | Alpecin-Fenix                        | + 52 s          |
| 10.º | Jon Agirre        | Equipo Kern Pharma                   | + 55 s          |

| \| Clasificación general \| Clasificación general \| Clasificación general \| Clasificación general \| Clasificación general \| \| Ciclista \| Ciclista \| Equipo \| Tiempo \| \| \| --------------------- \| --------------------- \| ------------------------------ \| --------------------- \| --------------------- \| \| 1.º \| Tadej Pogačar \| UAE Team Emirates \| 15 h 35 min 44 s \| \| \| 2.º \| Rafał Majka \| UAE Team Emirates \| + 3 s \| \| \| 3.º \| Domen Novak \| Bahrain Victorious \| + 1 min 56 s \| \| \| 4.º \| Vincenzo Albanese \| Eolo-Kometa \| + 2 min 06 s \| \| \| 5.º \| Vojtěch Řepa \| Equipo Kern Pharma \| + 2 min 17 s \| \| \| 6.º \| Nicola Conci \| Alpecin-Fenix Development Team \| + 2 min 41 s \| \| \| 7.º \| Paul Double \| MG.K Vis Colors For Peace VPM \| + 2 min 56 s \| \| \| 8.º \| Joel Nicolau \| Caja Rural-Seguros RGA \| + 3 min 04 s \| \| \| 9.º \| Fernando Barceló \| Caja Rural-Seguros RGA \| + 3 min 16 s \| \| \| 10.º \| Davide Gabburo \| Bardiani CSF Faizanè \| + 3 min 47 s \| \| |                   |                                |                  |
| |                   |                                |                  |
| Fuente: ProCyclingStats |                   |                                |                  |
| Clasificación general |                   |                                |                  |
| Ciclista | Ciclista          | Equipo                         | Tiempo           |
| 1.º | Tadej Pogačar     | UAE Team Emirates              | 15 h 35 min 44 s |
| 2.º | Rafał Majka       | UAE Team Emirates              | + 3 s            |
| 3.º | Domen Novak       | Bahrain Victorious             | + 1 min 56 s     |
| 4.º | Vincenzo Albanese | Eolo-Kometa                    | + 2 min 06 s     |
| 5.º | Vojtěch Řepa      | Equipo Kern Pharma             | + 2 min 17 s     |
| 6.º | Nicola Conci      | Alpecin-Fenix Development Team | + 2 min 41 s     |
| 7.º | Paul Double       | MG.K Vis Colors For Peace VPM  | + 2 min 56 s     |
| 8.º | Joel Nicolau      | Caja Rural-Seguros RGA         | + 3 min 04 s     |
| 9.º | Fernando Barceló  | Caja Rural-Seguros RGA         | + 3 min 16 s     |
| 10.º | Davide Gabburo    | Bardiani CSF Faizanè           | + 3 min 47 s     |

### 5.ª etapa
| Vrhnika - Novo Mesto | etapa llana | (155,7 km) |

| \| Clasificación de la etapa \| Clasificación de la etapa \| Clasificación de la etapa \| Clasificación de la etapa \| Clasificación de la etapa \| \| Ciclista \| Ciclista \| Equipo \| Tiempo \| \| \| ------------------------- \| ------------------------- \| ------------------------------ \| ------------------------- \| ------------------------- \| \| 1.º \| Tadej Pogačar \| UAE Team Emirates \| 3 h 42 min 35 s \| \| \| 2.º \| Matej Mohorič \| Bahrain Victorious \| + 0 s \| \| \| 3.º \| Rafał Majka \| UAE Team Emirates \| + 3 s \| \| \| 4.º \| Luka Mezgec \| BikeExchange-Jayco \| + 26 s \| \| \| 5.º \| Fabio Felline \| Astana Qazaqstan Team \| + 26 s \| \| \| 6.º \| Nicola Conci \| Alpecin-Fenix Development Team \| + 26 s \| \| \| 7.º \| Filippo Fiorelli \| Bardiani CSF Faizanè \| + 26 s \| \| \| 8.º \| Vincenzo Albanese \| Eolo-Kometa \| + 26 s \| \| \| 9.º \| Antonio Jesús Soto \| Euskaltel-Euskadi \| + 26 s \| \| \| 10.º \| Fernando Barceló \| Caja Rural-Seguros RGA \| + 26 s \| \| |                    |                                |                 |
| |                    |                                |                 |
| Fuente: ProCyclingStats |                    |                                |                 |
| Clasificación de la etapa |                    |                                |                 |
| Ciclista | Ciclista           | Equipo                         | Tiempo          |
| 1.º | Tadej Pogačar      | UAE Team Emirates              | 3 h 42 min 35 s |
| 2.º | Matej Mohorič      | Bahrain Victorious             | + 0 s           |
| 3.º | Rafał Majka        | UAE Team Emirates              | + 3 s           |
| 4.º | Luka Mezgec        | BikeExchange-Jayco             | + 26 s          |
| 5.º | Fabio Felline      | Astana Qazaqstan Team          | + 26 s          |
| 6.º | Nicola Conci       | Alpecin-Fenix Development Team | + 26 s          |
| 7.º | Filippo Fiorelli   | Bardiani CSF Faizanè           | + 26 s          |
| 8.º | Vincenzo Albanese  | Eolo-Kometa                    | + 26 s          |
| 9.º | Antonio Jesús Soto | Euskaltel-Euskadi              | + 26 s          |
| 10.º | Fernando Barceló   | Caja Rural-Seguros RGA         | + 26 s          |

## Clasificaciones finales
Las clasificaciones finalizaron de la siguiente forma:

### Clasificación general
| \| Clasificación general \| Clasificación general \| Clasificación general \| Clasificación general \| Clasificación general \| \| Ciclista \| Ciclista \| Equipo \| Tiempo \| \| \| --------------------- \| --------------------- \| ------------------------------ \| --------------------- \| --------------------- \| \| 1.º \| Tadej Pogačar \| UAE Team Emirates \| 19 h 18 min 09 s \| \| \| 2.º \| Rafał Majka \| UAE Team Emirates \| + 12 s \| \| \| 3.º \| Domen Novak \| Bahrain Victorious \| + 2 min 32 s \| \| \| 4.º \| Vincenzo Albanese \| Eolo-Kometa \| + 2 min 42 s \| \| \| 5.º \| Vojtěch Řepa \| Equipo Kern Pharma \| + 3 min 10 s \| \| \| 6.º \| Nicola Conci \| Alpecin-Fenix Development Team \| + 3 min 17 s \| \| \| 7.º \| Paul Double \| MG.K Vis Colors For Peace VPM \| + 3 min 32 s \| \| \| 8.º \| Joel Nicolau \| Caja Rural-Seguros RGA \| + 3 min 40 s \| \| \| 9.º \| Fernando Barceló \| Caja Rural-Seguros RGA \| + 3 min 52 s \| \| \| 10.º \| Davide Gabburo \| Bardiani CSF Faizanè \| + 4 min 23 s \| \| |                   |                                |                  |
| |                   |                                |                  |
| Fuente: ProCyclingStats |                   |                                |                  |
| Clasificación general |                   |                                |                  |
| Ciclista | Ciclista          | Equipo                         | Tiempo           |
| 1.º | Tadej Pogačar     | UAE Team Emirates              | 19 h 18 min 09 s |
| 2.º | Rafał Majka       | UAE Team Emirates              | + 12 s           |
| 3.º | Domen Novak       | Bahrain Victorious             | + 2 min 32 s     |
| 4.º | Vincenzo Albanese | Eolo-Kometa                    | + 2 min 42 s     |
| 5.º | Vojtěch Řepa      | Equipo Kern Pharma             | + 3 min 10 s     |
| 6.º | Nicola Conci      | Alpecin-Fenix Development Team | + 3 min 17 s     |
| 7.º | Paul Double       | MG.K Vis Colors For Peace VPM  | + 3 min 32 s     |
| 8.º | Joel Nicolau      | Caja Rural-Seguros RGA         | + 3 min 40 s     |
| 9.º | Fernando Barceló  | Caja Rural-Seguros RGA         | + 3 min 52 s     |
| 10.º | Davide Gabburo    | Bardiani CSF Faizanè           | + 4 min 23 s     |

### Clasificación de la montaña
| Clasificación de la montaña | Clasificación de la montaña | Clasificación de la montaña          | Clasificación de la montaña | Clasificación de la montaña |
| Ciclista                    | Ciclista                    | Equipo                               | Puntos                      |                             |
| --------------------------- | --------------------------- | ------------------------------------ | --------------------------- | --------------------------- |
| 1.º                         | Rafał Majka                 | UAE Team Emirates                    | 30 pts                      |                             |
| 2.º                         | Tadej Pogačar               | UAE Team Emirates                    | 23 pts                      |                             |
| 3.º                         | Viktor Potočki              | Ljubljana Gusto Santic               | 12 pts                      |                             |
| 4.º                         | Samuele Zoccarato           | Bardiani CSF Faizanè                 | 10 pts                      |                             |
| 5.º                         | Domen Novak                 | Bahrain Victorious                   | 9 pts                       |                             |
| 6.º                         | Fernando Barceló            | Caja Rural-Seguros RGA               | 6 pts                       |                             |
| 7.º                         | Alex Tolio                  | Bardiani CSF Faizanè                 | 4 pts                       |                             |
| 8.º                         | Matej Mohorič               | Bahrain Victorious                   | 4 pts                       |                             |
| 9.º                         | Tomasz Budziński            | HRE Mazowsze Serce Polski            | 4 pts                       |                             |
| 10.º                        | Lucas De Rossi              | China Glory Continental Cycling Team | 4 pts                       |                             |

### Clasificación por puntos
| Clasificación por puntos | Clasificación por puntos | Clasificación por puntos       | Clasificación por puntos | Clasificación por puntos |
| Ciclista                 | Ciclista                 | Equipo                         | Puntos                   |                          |
| ------------------------ | ------------------------ | ------------------------------ | ------------------------ | ------------------------ |
| 1.º                      | Tadej Pogačar            | UAE Team Emirates              | 86 pts                   |                          |
| 2.º                      | Rafał Majka              | UAE Team Emirates              | 86 pts                   |                          |
| 3.º                      | Vincenzo Albanese        | Eolo-Kometa                    | 55 pts                   |                          |
| 4.º                      | Luka Mezgec              | BikeExchange-Jayco             | 40 pts                   |                          |
| 5.º                      | Matej Mohorič            | Bahrain Victorious             | 39 pts                   |                          |
| 6.º                      | Fernando Barceló         | Caja Rural-Seguros RGA         | 38 pts                   |                          |
| 7.º                      | Nicola Conci             | Alpecin-Fenix Development Team | 36 pts                   |                          |
| 8.º                      | Domen Novak              | Bahrain Victorious             | 32 pts                   |                          |
| 9.º                      | Fabio Felline            | Astana Qazaqstan Team          | 28 pts                   |                          |
| 10.º                     | Dylan Groenewegen        | BikeExchange-Jayco             | 25 pts                   |                          |

### Clasificación de los jóvenes
| Clasificación del mejor joven | Clasificación del mejor joven | Clasificación del mejor joven   | Clasificación del mejor joven | Clasificación del mejor joven |
| Ciclista                      | Ciclista                      | Equipo                          | Tiempo                        |                               |
| ----------------------------- | ----------------------------- | ------------------------------- | ----------------------------- | ----------------------------- |
| 1.º                           | Vojtěch Řepa                  | Equipo Kern Pharma              | 19 h 26 min 16 s              |                               |
| 2.º                           | Alex Tolio                    | Bardiani CSF Faizanè            | + 2 min 28 s                  |                               |
| 3.º                           | Santiago Umba                 | Drone Hopper-Androni Giocattoli | + 20 min 05 s                 |                               |
| 4.º                           | Gal Glivar                    | Adria Mobil                     | + 25 min 01 s                 |                               |
| 5.º                           | Dylan Hopkins                 | Ljubljana Gusto Santic          | + 26 min 42 s                 |                               |
| 6.º                           | Carlos Canal                  | Euskaltel-Euskadi               | + 26 min 55 s                 |                               |
| 7.º                           | Matevž Govekar                | Bahrain Victorious              | + 27 min 52 s                 |                               |
| 8.º                           | Alessandro Fancellu           | Eolo-Kometa                     | + 40 min 42 s                 |                               |
| 9.º                           | Francesco Carollo             | MG.K Vis Colors For Peace VPM   | + 41 min 01 s                 |                               |
| 10.º                          | Alexandre Balmer              | BikeExchange-Jayco              | + 41 min 38 s                 |                               |

### Clasificación por equipos
| Clasificación por equipos | Clasificación por equipos | Clasificación por equipos | Clasificación por equipos |
| Equipo                    | Equipo                    | Tiempo                    |                           |
| ------------------------- | ------------------------- | ------------------------- | ------------------------- |
| 1.º                       | Caja Rural-Seguros RGA    | 58 h 05 min 54 s          |                           |
| 2.º                       | Eolo-Kometa               | + 3 min 09 s              |                           |
| 3.º                       | Equipo Kern Pharma        | + 10 min 06 s             |                           |
| 4.º                       | UAE Team Emirates         | + 10 min 09 s             |                           |
| 5.º                       | Bahrain Victorious        | + 10 min 42 s             |                           |

## Evolución de las clasificaciones
| Etapa                   |                         | Ganador _         | Clasificación general | Puntos        | Montaña     | Jóvenes      | Equipo _               |
| ----------------------- | ----------------------- | ----------------- | --------------------- | ------------- | ----------- | ------------ | ---------------------- |
| 1.ª etapa               | etapa de media montaña  | Rafał Majka       | Rafał Majka           | Rafał Majka   | Rafał Majka | Alex Tolio   | Bahrain Victorious     |
| 2.ª etapa               | etapa llana             | Dylan Groenewegen | Rafał Majka           | Rafał Majka   | Rafał Majka | Vojtěch Řepa | Bahrain Victorious     |
| 3.ª etapa               | etapa escarpada         | Tadej Pogačar     | Tadej Pogačar         | Rafał Majka   | Rafał Majka | Vojtěch Řepa | Caja Rural-Seguros RGA |
| 4.ª etapa               | etapa de montaña        | Rafał Majka       | Tadej Pogačar         | Rafał Majka   | Rafał Majka | Vojtěch Řepa | Caja Rural-Seguros RGA |
| 5.ª etapa               | etapa llana             | Tadej Pogačar     | Tadej Pogačar         | Tadej Pogačar | Rafał Majka | Vojtěch Řepa | Caja Rural-Seguros RGA |
| Clasificaciones finales | Clasificaciones finales |                   | Tadej Pogačar         | Tadej Pogačar | Rafał Majka | Vojtěch Řepa | Caja Rural-Seguros RGA |

## UCI World Ranking
El Tour de Eslovenia otorgó puntos para el UCI World Ranking para corredores de los equipos en las categorías UCI WorldTeam, UCI ProTeam y Continental. Las siguientes tablas son el baremo de puntuación y los diez corredores que obtuvieron más puntos:
| Posición              | 1.º | 2.º | 3.º | 4.º | 5.º | 6.º | 7.º | 8.º | 9.º | 10.º | 11.º | 12.º | 13.º | 14.º | 15.º | 16.º-30.º | 31.º-40.º |
| Clasificación general | 200 | 150 | 125 | 100 | 85  | 70  | 60  | 50  | 40  | 35   | 30   | 25   | 20   | 15   | 10   | 5         | 3         |
| Por etapa             | 20  | 10  | 5   |     |     |     |     |     |     |      |      |      |      |      |      |           |           |
| Líder                 | 5   |     |     |     |     |     |     |     |     |      |      |      |      |      |      |           |           |

| Clasificación |                   |                               |         |       |       |       |
| Posición      | Ciclista          | Equipo                        | General | Etapa | Líder | Total |
| ------------- | ----------------- | ----------------------------- | ------- | ----- | ----- | ----- |
| 1.º           | Tadej Pogačar     | UAE Emirates                  | 200     | 55    | 10    | 265   |
| 2.º           | Rafał Majka       | UAE Emirates                  | 150     | 55    | 10    | 215   |
| 3.º           | Domen Novak       | Bahrain Victorious            | 125     | 10    | -     | 135   |
| 4.º           | Vincenzo Albanese | EOLO-KOMETA                   | 100     | -     | -     | 100   |
| 5.º           | Vojtěch Řepa      | Kern Pharma                   | 85      | -     | -     | 85    |
| 6.º           | Nicola Conci      | Alpecin-Fenix                 | 70      | 5     | -     | 75    |
| 7.º           | Paul Double       | MG.K vis Colors for Peace VPM | 60      | -     | -     | 60    |
| 8.º           | Joel Nicolau      | Caja Rural-Seguros RGA        | 50      | -     | -     | 50    |
| 9.º           | Fernando Barceló  | Caja Rural-Seguros RGA        | 40      | 5     | -     | 45    |
| 10.º          | Davide Gabburo    | Bardiani-CSF-Faizanè          | 35      | -     | -     | 35    |